# Liqueur de verveine

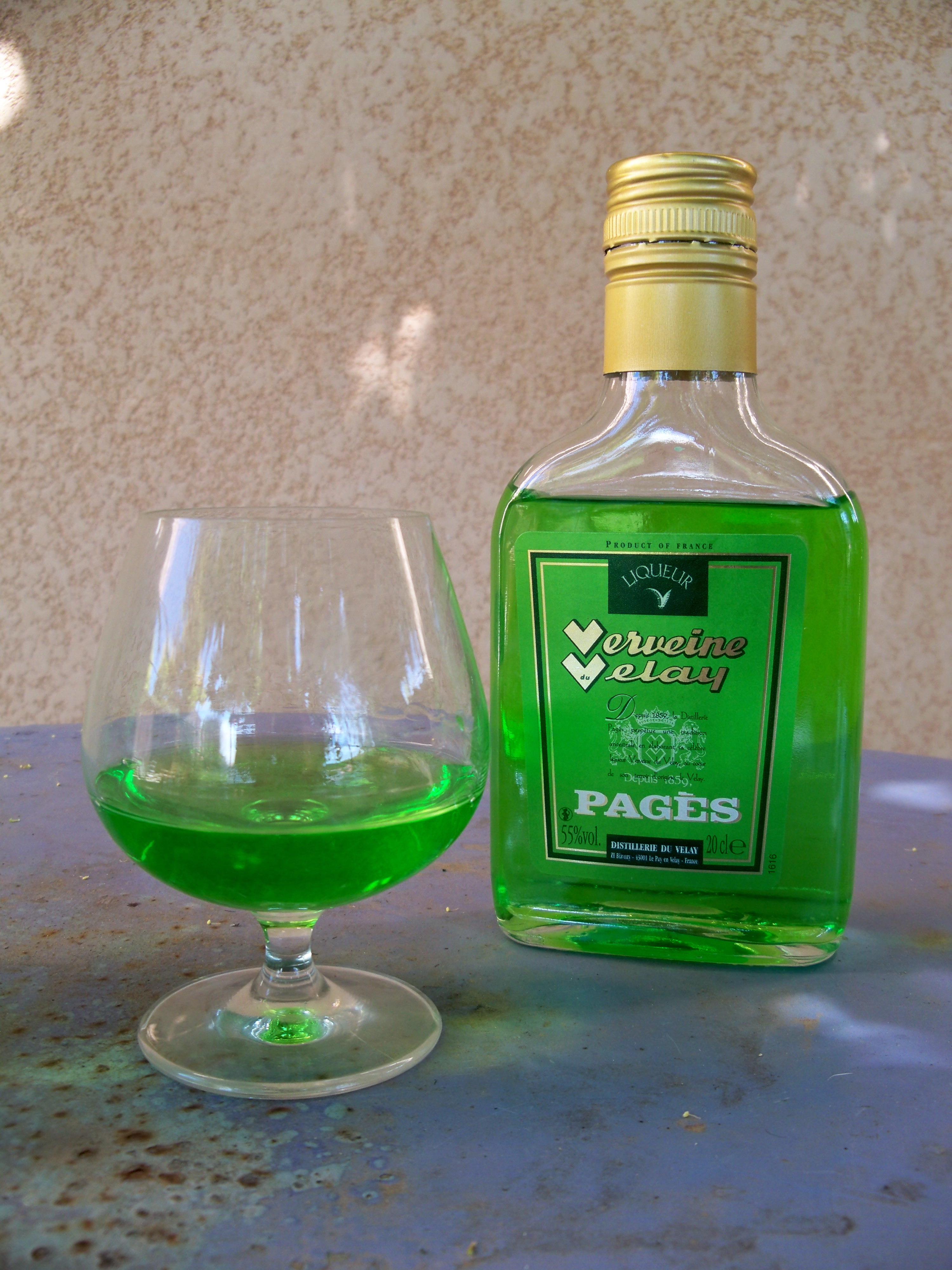
Liqueur de Verveine

La liqueur de verveine est une production artisanale, familiale surtout, que l'on trouve dans les Alpes et dans la Haute-Loire (Verveine du Velay), et probablement ailleurs, fabriquée à partir de la verveine citronnelle, d'eau-de-vie et de sucre.
Depuis 1859, la distillerie Pages distille, à partir de plants de verveine cultivés en Haute Loire, mais aussi de nombreuses autres plantes, la Verveine du Velay. Cette liqueur existe en 3 versions : Verte (55°), Jaune (40°) et Extra (40°, affinée au Cognac).
Dans les Hautes-Alpes dans la vallée de l'Ubaye, la distillerie Lachanenche produit des liqueurs bio dont la verveine.